# Железнодорожный подвижной состав
Железнодоро́жный подвижно́й соста́в — рельсовые транспортные средства, предназначенные для обеспечения железнодорожных грузовых и пассажирских перевозок и функционирования железнодорожной инфраструктуры.
Железнодорожный подвижной состав на станционных железнодорожных путях должен устанавливаться в пределах полезной длины железнодорожного пути.
Подвижной состав включает в себя локомотивы, грузовые вагоны, пассажирские вагоны локомотивной тяги, моторвагонный подвижной состав, а также различный специальный подвижной состав. Единицей железнодорожного подвижного состава считается отдельный локомотив, вагон, моторвагон, дрезина, мотовоз, автомотриса.
Стоящие на станционных железнодорожных путях без локомотива составы поездов, вагоны и специальный железнодорожный подвижной состав должны быть надежно закреплены от ухода тормозными башмаками, стационарными устройствами для закрепления вагонов, ручными тормозами или иными средствами закрепления.
Подвижной состав необходим для перевозки грузов и пассажиров. Он подразделяется на тяговый, который перемещается самостоятельно, и нетяговый — вагоны, прицепляемые к нему.

## Классификации подвижного состава
По роду работы:
- пассажирский;
- грузовой;

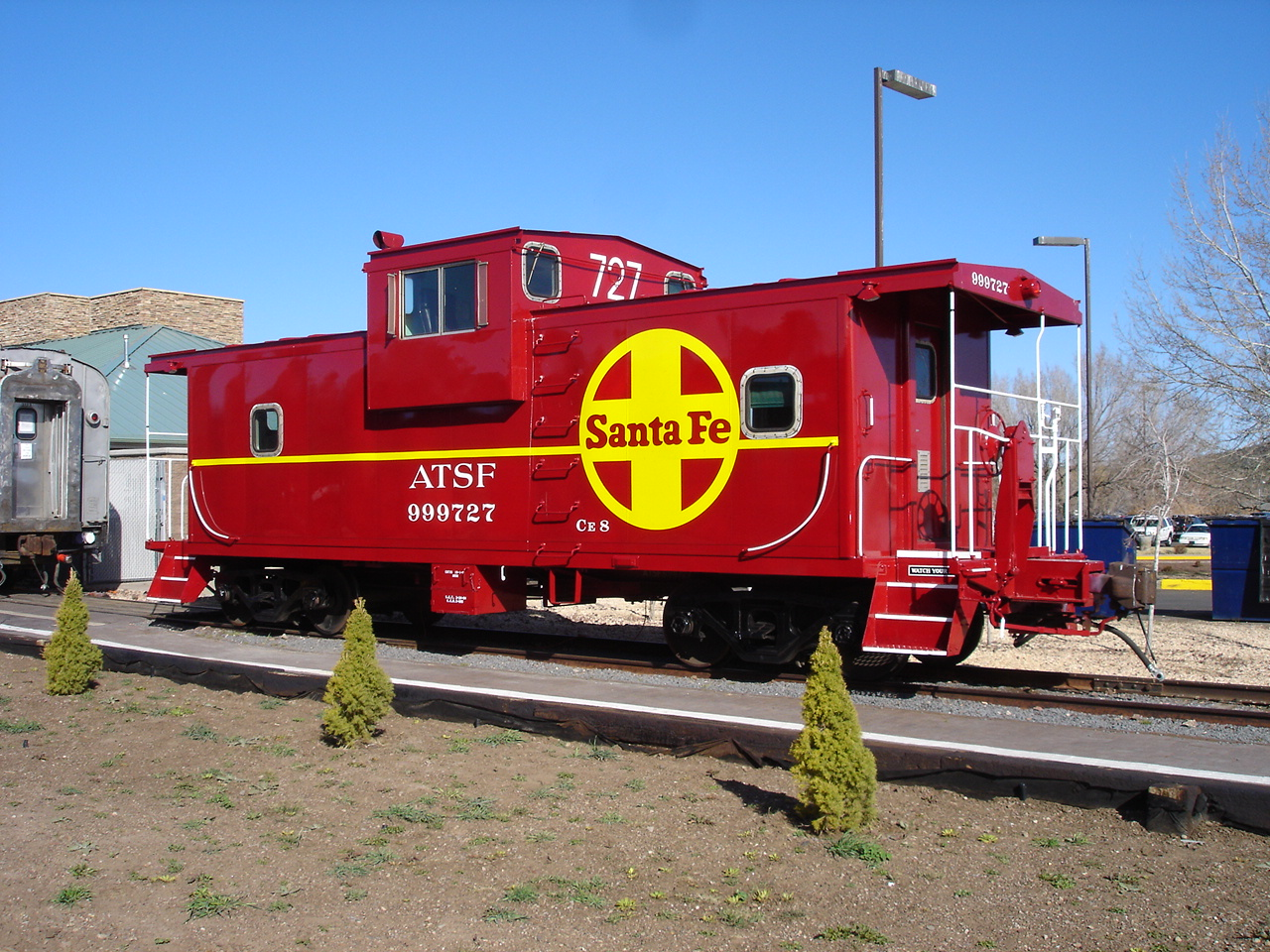
Вагон

- состав специального назначения (дрезины, автомотрисы, самоходные машины).

По основной функции:
- тяговый подвижной состав, в том числе: локомотивы, моторвагонный подвижной состав, дизель-поезда, автомотрисы;
- нетяговый подвижной состав, или просто вагоны.

По назначению:
- магистральные: пассажирские и грузовые локомотивы;
- маневровые локомотивы;
- промышленные локомотивы;
- локотракторы.

## Производство подвижного состава в России
Строительством подвижного состава для железных дорог России занимаются следующие предприятия железнодорожного машиностроения:
- Новочеркасский электровозостроительный завод
- Коломенский завод
- Демиховский машиностроительный завод
- Брянский машиностроительный завод
- Людиновский тепловозостроительный завод
- Муромтепловоз
- Уральские локомотивы
- Уралвагонзавод
- Тверской вагоностроительный завод.

В Союзе ССР работали Рижский завод, Луганский завод, Абаканский завод, Торжокский вагоностроительный завод.